# Mutungs-Übersichtskarte
Die Mutungs-Übersichtskarte oder auch Mutungskarte wird bei den für die Bergaufsicht zuständigen Bergbehörden geführt und gibt einen Überblick über die verliehenen Grubenfelder. In Nordrhein-Westfalen handelt es sich dabei um die Bezirksregierung Arnsberg, früher Landesoberbergamt Dortmund.

## Definition
Die Mutungsübersichtskarte ist eine topografische Karte über einen größeren Bezirk, auf der von der Bergbehörde die gemuteten Felder nach den Mutungs- bzw. Situationsrissen aufgetragen werden. Dadurch soll ein sofortiger Überblick ermöglicht werden, ob zum Beispiel bereits konkurrierende Verleihungen erfolgt sind.

## Aussehen
Die Feldesgrenzen sind farblich markiert und lassen erkennen, welche Bodenschätze verliehen wurden.
| Farbe   | Bodenschätze                                             |
| ------- | -------------------------------------------------------- |
| grau    | Steinkohle                                               |
| braun   | Braunkohle                                               |
| grün    | Salze                                                    |
| gelb    | Sole                                                     |
| blau    | Buntmetalle (z. B. Zink, Blei, Kupfer, Quecksilber usw.) |
| rot     | Eisenerze                                                |
| violett | Flussspat                                                |